# Атя
Атя (рум. Atea) — село у повіті Сату-Маре в Румунії. Входить до складу комуни Доролц.
Село розташоване на відстані 458 км на північний захід від Бухареста, 11 км на північний захід від Сату-Маре, 136 км на північний захід від Клуж-Напоки.

## Населення
За даними перепису населення 2002 року у селі проживали 368 осіб.
Національний склад населення села:
| Національність | Кількість осіб | Відсоток |
| -------------- | -------------- | -------- |
| угорці         | 238            | 64,7%    |
| цигани         | 120            | 32,6%    |
| румуни         | 10             | 2,7%     |

Рідною мовою назвали:
| Мова      | Кількість осіб | Відсоток |
| --------- | -------------- | -------- |
| угорська  | 355            | 96,5%    |
| румунська | 13             | 3,5%     |